# Mistrovství Evropy v ledním hokeji žen 1996
Mistrovství Evropy v ledním hokeji žen 1996 bylo rozděleno do dvou výkonnostních skupin. Účast v elitní skupině si zajistilo prvních pět družstev skupiny A a vítěz skupiny B z předchozího Mistrovství Evropy. Zbývající družstva byla zařazena do skupiny B. Bylo to poslední mistrovství Evropy a v následujícím obdobím bylo nahrazeno nižšími výkonnostními skupinami mistrovství světa.

## Skupina A
Turnaj skupiny A se konal od 23. do 29. března 1996 v Jaroslavli v Rusku. Systém byl stejný jako v předchozím ročníku a družstva se tak střetla v jedné skupině jednokolově každé s každým, přičemž výsledná tabulka určila konečné pořadí. Vítězství si připsali hráčky Švédska před domácími hráčkami Ruska a hráčkami Finska.
|    | Skupina A | Švédsko | Rusko | Finsko | Norsko | Švýcarsko | Německo | V | R | P | VG | OG | B |
| 1. | Švédsko   | ***     | 4:2   | 2:1    | 6:3    | 6:3       | 2:2     | 4 | 1 | 0 | 20 | 11 | 9 |
| 2. | Rusko     | 2:4     | ***   | 3:2    | 5:4    | 4:3       | 3:2     | 4 | 0 | 1 | 17 | 15 | 8 |
| 3. | Finsko    | 1:2     | 2:3   | ***    | 7:0    | 8:0       | 8:0     | 3 | 0 | 2 | 26 | 5  | 6 |
| 4. | Norsko    | 3:6     | 4:5   | 0:7    | ***    | 3:2       | 2:0     | 2 | 0 | 3 | 14 | 21 | 4 |
| 5. | Švýcarsko | 3:6     | 3:4   | 0:8    | 2:3    | ***       | 4:1     | 1 | 0 | 4 | 11 | 23 | 2 |
| 6. | Německo   | 2:2     | 2:3   | 0:8    | 0:2    | 1:4       | ***     | 0 | 1 | 4 | 7  | 20 | 1 |

## Skupina B
Turnaj skupiny B se konal od 12. do 16. března 1996 v Trnavě a v Piešťanech na Slovensku. Osm účastníků hrálo ve dvou skupinách jednokolově každý s každým, poté se stejně umístěná družstva v obou skupinách střetla o pořadí. Vítězství si připsali hráčky Dánska.

### Základní skupiny
|     | Skupina A      | Lotyšsko | Slovensko | Francie    | Kazachstán     | V | R | P | VG | OG | B |
| A1. | Lotyšsko       | ***      | 3:1       | 4:1        | 4:2            | 3 | 0 | 0 | 11 | 4  | 6 |
| A2. | Slovensko      | 1:3      | ***       | 6:3        | 2:1            | 2 | 0 | 1 | 9  | 7  | 4 |
| A3. | Francie        | 1:4      | 3:6       | ***        | 5:2            | 1 | 0 | 2 | 9  | 12 | 2 |
| A4. | Kazachstán     | 2:4      | 1:2       | 2:5        | ***            | 0 | 0 | 3 | 5  | 11 | 0 |
|     | Skupina B      | Dánsko   | Česko     | Nizozemsko | Velká Británie | V | R | P | VG | OG | B |
| B1. | Dánsko         | ***      | 5:3       | 3:1        | 5:0            | 3 | 0 | 0 | 13 | 4  | 6 |
| B2. | Česko          | 3:5      | ***       | 4:4        | 7:1            | 1 | 1 | 1 | 14 | 10 | 3 |
| B3. | Nizozemsko     | 1:3      | 4:4       | ***        | 7:1            | 1 | 1 | 1 | 12 | 8  | 3 |
| B4. | Velká Británie | 0:5      | 1:7       | 1:7        | ***            | 0 | 0 | 3 | 2  | 19 | 0 |

### Finále a zápasy o umístění
|    | Finále         | Dánsko     | Lotyšsko       |
| 1. | Dánsko         | ***        | 3:0            |
| 2. | Lotyšsko       | 0:3        | ***            |
|    | o 3. místo     | Česko      | Slovensko      |
| 3. | Česko          | ***        | 5:2            |
| 4. | Slovensko      | 2:5        | ***            |
|    | o 5. místo     | Francie    | Nizozemsko     |
| 5. | Francie        | ***        | 7:3            |
| 6. | Nizozemsko     | 3:7        | ***            |
|    | o 7. místo     | Kazachstán | Velká Británie |
| 7. | Kazachstán     | ***        | 5:4            |
| 8. | Velká Británie | 4:5        | ***            |

## Postup na mistrovství světa
Prvních pět celků ze skupiny A si zajistilo postup na čtvrté mistrovství světa v ledním hokeji žen, které se konalo v následujícím roce 1997. Byli to týmy Švédska, Ruska, Finska, Norska a Švýcarska. Poslední tým skupiny A Německo a první dva týmy skupiny B Dánsko a Lotyšsko si zajistily účast ve druhé fázi Mistrovství světa v ledním hokeji žen 1999. Celky na třetím až šestém místě skupiny B (Česko, Slovensko, Francie a Nizozemsko) si zajistily účast v první fázi Mistrovství světa v ledním hokeji žen 1999. Poslední dva celky skupiny B (Kazachstán a Spojené království) byly zařazeny do kvalifikace pro skupinu B pro rok 2000.